# 新疆生产建设兵团第四师
新疆生产建设兵团第四师，简称第四师（前称新疆生产建设兵团农业建设第四师，简称农四师），是新疆生产建设兵团的师，为正地厅级单位。四师与新疆维吾尔自治区可克达拉市实行“师市合一”，管理团场位于伊犁哈萨克自治州、可克达拉市境内。全师土地总面积6,340平方公里，总人口23.37万，师部驻地可克达拉市。

## 沿革
第四师成立于1953年。2015年3月，国务院以国函〔2015〕53号文件批复设立可克达拉市。2015年4月12日，可克达拉市挂牌成立。

## 团场
第四师现辖1个县级市、18个团、3个镇（实行“团镇合一”管理体制）。
- 县级市：可克达拉市
- 团：六十一团、六十二团、六十三团榆树庄镇、六十四团苇湖镇、六十六团（含六十五团、四师良繁场）、六十七团、六十八团长丰镇、六十九团、七十团（含拜什墩农场）、七十一团、七十二团、七十三团、七十四团、七十五团、七十六团、七十七团、七十八团、七十九团